# Dispositif Scellier
Pour les articles homonymes, voir Scellier et Loi Scellier BBC (Bâtiment Basse Consommation).
Lire en ligne

Article 31 de la loi n° 2008-1443 du 30 décembre 2008 de finances rectificative pour 2008 sur Légifrance

Le dispositif Scellier est une mesure législative mise en place par l'article 31 de la loi de finances rectificative pour 2008 dans l'objectif de soutenir l’investissement locatif privé. Il a pris fin le 31 décembre 2012 et a été remplacé par le dispositif de la loi Duflot qui a lui-même pris fin le 31 décembre 2014, remplacé par la loi Pinel.
L'arrêté pris pour son application définit les communes se caractérisant par un déséquilibre entre l'offre et la demande de logements comme correspondent aux zones A, B1 et B2 délimitées dans l'annexe à l'arrêté du 10 août 2006 relatif au classement des communes par zones. Les plafonds de loyer et de ressources des locataires sont les mêmes.
L'objectif affiché de cet amendement est de remplacer à terme les lois Robien et loi Borloo et de soutenir l'investissement locatif privé, en crise depuis septembre 2008 et le début de la crise financière.
L'amendement Scellier permettait au départ une réduction d'impôt équivalente à 25 % du montant du prix du bien immobilier, dans la limite de 300 000 € et d'un engagement de location de 9 ans. Il est réduit à 13 % pour le dispositif classique sur 9 ans, 17 % sur 12 ans et 21 % sur 15 ans pour le dispositif intermédiaire.
Afin de tendre vers l'objectif du gouvernement Ayrault de construire 500 000 logements par an, un dispositif de soutien à l’investissement locatif devrait prendre sa suite pour 40 000 logements par an. Celui-ci doit avoir un aspect social plus prononcé, en ciblant des locations inférieures à 20 % du marché sous conditions de ressources. En contrepartie, l'incitation fiscale serait de 18 % de l'investissement (plafonné à 300 000 euros) étalée sur 9 ans.

## Définition
La « loi Scellier » est issue de la réforme de la loi Robien, qui a été mis en place lors de la loi de finances de 2009, afin de dynamiser le secteur de l’investissement locatif mis à mal lors du dernier trimestre de l’année 2008.
À la suite d'un amendement déposé par le député François Scellier, un article est introduit dans la loi de Finances rectificative de 2008, avec ajout de l'article 199 septvicies au Code général des impôts.
L'objectif de « loi Scellier » était de remplacer progressivement les régimes loi Robien (dont les effets ont pu être critiqués) et loi Borloo qui ont disparu depuis la fin de l'année 2009. À partir du 1er janvier 2009, grâce à la « loi Scellier », les investisseurs peuvent choisir entre la défiscalisation avec la « loi Scellier », et la défiscalisation en loi Robien dans sa version actuelle, dite loi Robien recentrée.
Les investissements concernés par la réduction d'impôt au titre de la loi Scellier sont :
- un logement neuf, en l’état futur d’achèvement (VEFA);
- la construction d’un logement ;
- la transformation en logement d’un local affecté à un usage autre que l’habitation ;
- la réalisation, dans des logements qui ne satisfont pas aux caractéristiques de décence, de travaux de réhabilitation permettant aux logements d’acquérir des performances techniques voisines de celles des logements neufs ;
- l’acquisition d’un logement inachevé en vue de son achèvement ;
- la souscription au capital de SCPI à condition que 95 % de la souscription serve exclusivement à financer un investissement pour lequel les conditions d’application de la réduction Scellier sont remplies.

## Les avantages fiscaux de la «loi Scellier»
Les avantages fiscaux de l'amendement Scellier dépendent d'une location du bien pendant 9 ans pour un usage d'habitation principale. Dans ce cas, ils permettent :
- Une réduction d’impôt, pour les acquisitions de biens neufs, pendant 9 ans, équivalente :
  - à 25 % du prix du logement du 1er janvier 2009 au 31 décembre 2010;
  - à 22% à partir du 1er janvier 2011 pour les logements labellisés BBC (Bâtiment Basse Consommation) et à 13 % pour les autres logements;
  - et à 13% à partir du 1er janvier 2012 au 31 décembre 2012 pour les logements labellisés BBC (Bâtiment Basse Consommation) et à 6 % pour les autres logements[11];
  - En cas de location durant neuf ans dans le secteur intermédiaire (c'est-à-dire avec un plafond de location plus restrictif; ET un plafond de ressources du locataire qui n'existe pas pour le normal), les taux sont identiques, mais il est alors possible de proroger l'engagement de location pendant 3 ans, renouvelable une fois. La réduction d'impôt sera alors de 6 % par période triennale (2% par an) du prix du logement du 1er janvier 2009 au 31 décembre 2010, de 5 % du prix du logement du 1er janvier 2011 au 31 décembre 2011 et 4% du 1er janvier 2012 au 31 décembre 2012. En outre, le propriétaire bénéficie alors d'une exonération de 30 % des loyers perçus.
- La réduction d’impôt Scellier est étalée sur 9 ans, à raison d'un neuvième par an. Soit pour un investissement de 100 000 € en 2010, une défiscalisation de 2 777 € chaque année pendant 9 ans.

- Lorsque la réduction d’impôt excède l’impôt à payer, le différentiel est reportable sur les 6 années suivantes.

- En Scellier normal il n'y a pas de plafond de ressources du locataire à respecter mais un plafond de location en fonction de la superficie habitable (ex: en zone A 23,16 €/m²). En Scellier intermédiaire il y a par contre un plafond de ressources du locataire à respecter (ex: en zone A 47488 € par an pour une personne seule) ET un plafond de location en fonction de la superficie habitable plus restrictif (ex: en zone A 18,53 €/m²). En contrepartie, le bailleur peut déduire 30 % de ses revenus fonciers d'office et bénéficier s'il continue la location en intermédiaire du dispositif de prolongation à l'issue des neuf ans. Le plafond de loyer est variable en fonction du lieu d’implantation géographique du bien immobilier.

- La valeur de la réduction est plafonnée à 300 000 euros (s'il y a des travaux à effectuer, c'est la somme totale de l'achat du bien et des travaux qui doit être inférieure à 300 000 euros). Il est à noter que le locataire du futur investissement peut être un membre de la famille s'il n'appartient pas au foyer fiscal. En outre un second plafond s'applique par mètre carré habitable selon la zone (5000 €/m² pour la zone A).

- Un logement ne peut être revendu durant la période du respect des engagements imposés par la loi de neuf ans. Le non respect des obligations a pour conséquence la restitution de l'intégralité des impôts économisés. Exceptions : il n’y a pas de conséquences fiscales en cas de revente pour décès, licenciement ou invalidité. En cas de revente dans une prolongation triennale, c'est l'intégralité des impôts économisés depuis la début de la prolongation qui est repris.

- En cas d'anomalie, l'intégralité des avantages fiscaux est réimposé au titre de l'année où intervient l'erreur, y compris ceux déduits par le passé au titre d'une année atteinte par la prescription !
  - Plus précisément le fisc dispose du délai normal de trois ans pour s'apercevoir de l'erreur, que celle-ci soit due aux conditions initiales (un logement non éligible) ou intervienne au cours des neuf ans (nouveau bail avec plafond de loyer non correct) : si l'erreur est découverte, le fisc réimposera sur l'année de l'erreur (non prescrite de fait), l'intégralité des déduction opérées depuis le début du régime ! Si l'erreur n'est pas détectée dans les trois ans, les rectifications restent possibles, mais uniquement sur les années non prescrites, et donc sans rapporter les avantages obtenus prescrits.